# Мозгава
Мозгава(пол. Mozgawa) — річка в Польщі, у Єнджейовському повіті Свентокшиського воєводства. Права притока Міжави (басейн Балтійського моря).

## Опис
Довжина річки 14,82 км, найкоротша відстань між витоком і гирлом — 13,13 км, коефіцієнт звивистості річки — 1,3 .

## Розташування
Бере початок у селі Селець ґміни Водзіслав Єнджейовського повіту Свентокшиського воєводства. Спочатку тече переважно на південний схід через Водзіслав, біля Наважице повертає на північний схід і біля Негославіце впадає у річку Міжаву, праву притоку Ніди.
Притоки: Мозгавка (права).
Річку перетинає єврошлях Е77 та S7.